# Ambasada Francji w Moskwie
Ambasada Francji w Moskwie (fr. Ambassade de France à Moscou) – francuska placówka dyplomatyczna w Rosji, mieszcząca się w Moskwie przy ulicy Bolszaja Jakimanka. Na jej czele stoi ambasador.
Przed rewolucją październikową ambasada Francji w Rosji znajdowała się w Petersburgu w hotelu Paczkow, zbudowanym w 1828, który Francja kupiła w 1890 roku.
Od 1979 siedzibą ambasady jest dom Igumnowa w Moskwie.